# Manfred Wilke
Manfred Wilke (* 2. August 1941 in Kassel; † 22. April 2022 in Berlin) war ein deutscher Soziologe, DDR-Forscher und Zeithistoriker. Er war bis August 2006 Professor für Soziologie an der Fachhochschule für Wirtschaft Berlin (FHW). 1992 war er Mitbegründer des Forschungsverbundes SED-Staat an der FU Berlin, dessen Leiter – zusammen mit Klaus Schroeder – er bis 2006 war. Seit 2005 war er Mitglied des Vorstandes der Berliner CDU.

## Leben
Manfred Wilke kam nach seiner Ausbildung zum Einzelhandelskaufmann an die Hochschule für Wirtschaft und Politik in Hamburg (HWP), eine Einrichtung des Zweiten Bildungsweges. Er absolvierte von 1967 bis 1970 ein Studium der Soziologie mit dem Abschluss Diplom-Sozialwirt. An der Hamburger Universität setzte er danach sein Studium fort, Schwerpunkte waren Pädagogik, Politische Wissenschaft und Soziologie. Parallel zur wissenschaftlichen Arbeit intensivierten sich seine Kontakte zum Deutschen Gewerkschaftsbund. Im Jahre 1976 promovierte er – gemeinsam mit seinem Kommilitonen und späteren Kollegen Reinhard Crusius – an der Universität Bremen zum Thema „Gewerkschaftliche Berufs- und Jugendpolitik“.
Wilke war von 1976 bis 1980 wissenschaftlicher Assistent an der Technischen Universität Berlin und von 1980 bis 1981 Landesgeschäftsführer der Gewerkschaft Erziehung und Wissenschaft (GEW) in Nordrhein-Westfalen. Nach seinem Ausscheiden als hauptamtlicher Gewerkschaftsfunktionär kehrte er nach Berlin zurück, wo er sich 1981 an der Freien Universität (FU) Berlin als politischer Soziologe mit der Arbeit „Gewerkschaften und Beruf“ bei Theo Pirker habilitierte.
Im Zuge seiner wissenschaftlichen Arbeit und durch persönliche Kontakte zu mittelosteuropäischen Oppositionellen, wie z. B. Jiří Pelikán, Jan Pauer, Robert Havemann, Wolf Biermann und Jürgen Fuchs aus der DDR, verstärkte sich sein politisches Engagement für Dissidenten in der DDR, in der Tschechoslowakei und in Polen. Vor dem Hintergrund der Biermann-Ausbürgerung 1976 und der Verhaftung des DDR-Schriftstellers Jürgen Fuchs gründete Wilke gemeinsam mit Hannes Schwenger, Otto Schily u. a. das Schutzkomitee Freiheit und Sozialismus, das sich für die Verhafteten und deren Freilassung einsetzte. Später regte er das friedenspolitische Engagement an, was 1982 zum „Berliner Appell“ von Havemann und Rainer Eppelmann führte.
Mit der Unterstützung Pirkers erhielt Wilke 1984 vom Bundesministerium für innerdeutsche Beziehungen ein DDR-Forschungsprojekt zur Westarbeit der SED. Die Geschichte des Kommunismus wurde dann der zweite Themenschwerpunkt seiner wissenschaftlichen Arbeit.

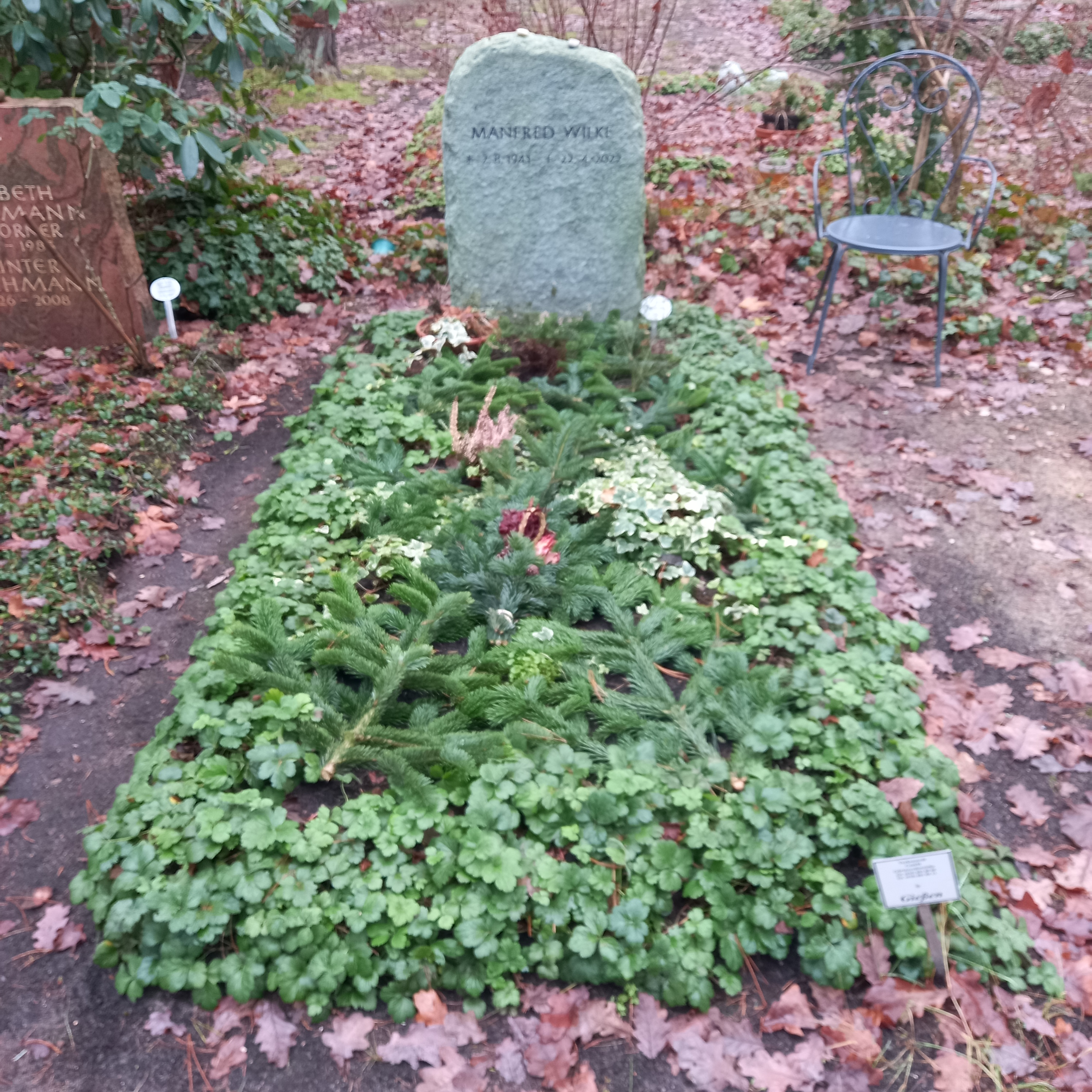
Das Grab von Manfred Wilke auf dem Waldfriedhof Zehlendorf

1985 wurde Manfred Wilke Professor für Soziologie an der FHW Berlin, wo er in den folgenden Jahren weitere Studien zu gewerkschaftlichen Themen sowie über die Deutsche Kommunistische Partei (DKP) veröffentlichte. Die Auseinandersetzung um die Hinterlassenschaften der SED-Diktatur führten Wilke, gemeinsam mit den Wissenschaftlern Manfred Görtemaker, Siegward Lönnendonker, Bernd Rabehl und Klaus Schroeder, zu der Initiierung eines Forschungsverbundes SED-Staat. Die Freie Universität Berlin bot dazu ihre Unterstützung an. Im März 1992 wurde der Verbund offiziell gegründet. Der Name „SED-Staat“ verdeutlicht, dass es dem Verbund schwerpunktmäßig auf die Erforschung der politischen Herrschaftsordnung der DDR, der SED und der kommunistischen Diktatur ankam. Als einer der beiden Leiter des Forschungsverbundes gab Wilke seit 2000 die Forschungsreihe „Diktatur und Widerstand“ heraus (Stand 2013 15 Bände).
Seinen politischen Weg begann Manfred Wilke Anfang der 1960er unter dem Einfluss von Mitgliedern der damals verbotenen Kommunistischen Partei Deutschlands (KPD), die zugleich Gewerkschafter waren. 1960 trat er selbst in die Gewerkschaft Handel, Banken und Versicherungen ein. 1961 wurde er Mitglied der SPD, später im Sozialistischen Deutschen Studentenbund (SDS). An der Hamburger Akademie für Wirtschaft und Politik war er SDS-Vorsitzender. Politisch näherte er sich den Trotzkisten an. In den 1970er Jahren engagierte er sich sowohl für Oppositionelle und Dissidenten in Osteuropa als auch gegen die Versuche der DKP, Einfluss auf die DGB-Gewerkschaften zu gewinnen. In den 1980er Jahren näherte er sich, obwohl noch SPD-Mitglied, immer mehr der CDU an. Seine hochschulintern umstrittene Berufung als Professor für Wirtschaftssoziologie an die Fachhochschule für Wirtschaft in Berlin im Jahr 1985 erfolgte bereits mit massiver Unterstützung durch die CDU. 1994 verließ er die SPD, 1998 wurde er Mitglied der CDU. Seit 2005 war er Mitglied des Vorstandes der CDU Berlin.

## Mitgliedschaften
Neben seiner eigentlichen wissenschaftlichen Arbeit hatte Wilke einige wissenschaftspolitische Funktionen inne. Er war 
- von 1992 bis 1994 sachverständiges Mitglied der Enquete-Kommission „Aufarbeitung von Geschichte und Folgen der SED-Diktatur“
- Sachverständiges Mitglied der Nachfolge-Kommission „Überwindung der Folgen der SED-Diktatur im Prozeß der deutschen Einheit“
- Mitglied im Beirat der Bundesbeauftragten für die Stasi-Unterlagen, BStU
- bis 2016 Beiratsmitglied der Stiftung Gedenkstätte Berlin-Hohenschönhausen
- Mitglied im Stiftungsrat der Bundesstiftung zur Aufarbeitung der SED-Diktatur
- Kuratoriumsmitglied der Stiftung Archiv der Parteien und Massenorganisationen der DDR im Bundesarchiv (SAPMO).

## Beratung
Bei der Produktion des Kinofilms „Das Leben der Anderen“ von Florian Henckel von Donnersmarck wirkte er als wissenschaftlicher Berater.

## Forschungsschwerpunkte
- Geschichte und Politik der Gewerkschaften in der Bundesrepublik und der DDR
- Geschichte des Kommunismus
- Opposition und Widerstand im „realen Sozialismus“
- Geschichte der SED-Herrschaft

## Schriften (Auswahl)
- mit Rudi Dutschke (Hrsg.): Die Sowjetunion, Solschenizyn und die westliche Linke. Reinbek 1975.
- mit Reinhard Crusius (Hrsg.): Entstalinisierung. Der XX. Parteitag der KPdSU und seine Folgen. Frankfurt/M. 1977.
- mit Crusius, Schiefelbein (Hrsg.): Betriebsräte in der Weimarer Republik. 2 Bde., Berlin 1976.
- mit Lutz Mez (Hrsg.): Der Atomfilz. Beiträge von Havemann, Flechtheim, Barnaby u. a., Berlin 1977.
- mit Jiri Pelikan (Hrsg.): Menschenrechte, Ein Jahrbuch zu Osteuropa. Reinbek 1977.
- mit Ossip K. Flechtheim, Wolfgang Rudzio, Fritz Vilmar: Der Marsch der DKP durch die Institutionen. Sowjetmarxistische Einflussstrategien und Ideologien. S. Fischer Verlag, Frankfurt am Main 1980.
- mit Marion Brabant: Totalitäre Träumer. Die SDAJ – Der unbekannte Jugendverband. Olzog Verlag, München 1988, 125 S.
- mit Hans-Peter Müller: Zwischen Solidarität und Eigennutz. Die Gewerkschaften des DGB im deutschen Vereinigungsprozess. Melle 1992.
- als Hrsg.: Die Anatomie der Parteizentrale. Die KPD/SED auf dem Weg zur Macht. Berlin 1998.
- mit András B. Hegedüs (Hrsg.): Satelliten nach Stalins Tod, 17. Juni 1953 und Ungarische Revolution 1956. Berlin 2000.
- mit Jürgen Mahrun (Hrsg.): Raketenpoker um Europa. München 2001.
- mit Andreas Graudin: Die Streikbrecherzentrale. Der Freie Deutsche Gewerkschaftsbund und der 17. Juni 1953. Berlin 2004.
- mit Hermann Weber, Ehrhart Neubert, Ulrich Mählert u. a. (Hrsg.): Jahrbuch für historische Kommunismusforschung. Berlin 2006, ISBN 3-351-02686-2.
- mit Udo Baron: Die Linke. Entstehung – Entwicklung – Geschichte, Sankt Augustin 2009, ISBN 978-3-940955-37-1.
- mit Udo Baron: Die Linke. Bündnis- und Koalitionspolitik der Partei, Sankt Augustin 2009, ISBN 978-3-940955-59-3.
- mit Udo Baron: Die Linke. Politische Konzeptionen der Partei, Sankt Augustin 2009, ISBN 978-3-940955-60-9.
- Der SED-Staat. Geschichte und Nachwirkungen. Weimar 2006. (Rezension auf: hsozkult.geschichte.hu-berlin.de)
- Der Weg zur Mauer, Stationen der Teilungsgeschichte. Ch. Links Verlag, Berlin 2011, ISBN 978-3-86153-623-9.
- Die DDR als sowjetischer Satellitenstaat. Beiträge. Herausgegeben von Stefan Karner, Axel Klausmeier, Ulrich Mählert, Peter Ruggenthaler. Metropol Verlag, Berlin 2021, ISBN 978-3-86331-605-1.